# 12312 Väte
(12312) Väte, denumire internațională (12312) Vate, este un asteroid din centura principală de asteroizi.

## Descriere
12312 Väte este un asteroid din centura principală de asteroizi. A fost descoperit pe 2 martie 1992 la Observatorul La Silla în cadrul programului UESAC. Asteroidul prezintă o orbită caracterizată de o semiaxă mare de 2,74 ua, o excentricitate de 0,13 și o înclinație de 7,0° în raport cu ecliptica.